# Chuljá
Chuljá är en ort i Mexiko.   Den ligger i kommunen Tenejapa och delstaten Chiapas, i den sydöstra delen av landet, 800 km öster om huvudstaden Mexico City. Chuljá ligger 1 927 meter över havet och antalet invånare är 385.
Terrängen runt Chuljá är bergig. Runt Chuljá är det tätbefolkat, med 319 invånare per kvadratkilometer. Närmaste större samhälle är Pantelhó, 15,6 km norr om Chuljá. I omgivningarna runt Chuljá växer i huvudsak städsegrön lövskog.